# Cene Kitek
Cene Kitek, slovenski nogometaš, * 9. april 2000, Slovenj Gradec.
Kitek je profesionalni nogometaš, ki igra na položaju branilca ali vezista. Od leta 2024 je član slovenskega kluba Gorica. Ped tem je igral za slovenske klube Rudar Velenje, Dravograd, Šmartno 1928, Fužinar in Rogaško ter avstrijski Bad Gleichenberg. Skupno je v prvi slovenski ligi odigral več kot 20 tekem, v drugi slovenski ligi pa je odigral 46 tekem in dosegel 7 golov. 